# 吴登芬
吴登芬(1974年2月-)，女，汉族，重庆渝北人。现任绍兴市市长。

## 简历
曾任中国农业发展银行湖北省分行副行长、总行财务会计部副总经理。
2020年10月，任中共湖州市委常委；2022年4月，任中共湖州市委常委、市政府副市长；
2023年1月，任浙江省地方金融监督管理局局长、省政府金融工作办公室主任；
2024年7月，任中共绍兴市委副书记、市政府代市长；2025年1月，任绍兴市市长。